# Pass Luftenstein
Pass Luftenstein är ett bergspass i Österrike.   Det ligger i distriktet Zell am See och förbundslandet Salzburg, i den centrala delen av landet, 280 km väster om huvudstaden Wien. Pass Luftenstein ligger 628 meter över havet.
Terrängen runt Pass Luftenstein är huvudsakligen bergig, men norrut är den kuperad. Pass Luftenstein ligger nere i en dal. Närmaste större samhälle är Saalfelden am Steinernen Meer, 18,4 km sydost om Pass Luftenstein. 
I omgivningarna runt Pass Luftenstein växer i huvudsak blandskog. Runt Pass Luftenstein är det ganska glesbefolkat, med 42 invånare per kvadratkilometer.